# Широко Полє
45°24′ пн. ш. 18°28′ сх. д. / 45.4° пн. ш. 18.46° сх. д.
Широко Полє (хорв. Široko Polje) — населений пункт у Хорватії, в Осієцько-Баранській жупанії у складі міста Джаково.

## Населення
Населення за даними перепису 2011 року становило 1012 осіб.
Динаміка чисельності населення поселення:

## Клімат
Середня річна температура становить 11,05 °C, середня максимальна – 25,40 °C, а середня мінімальна – -6,12 °C. Середня річна кількість опадів – 685 мм.
| Клімат поселення                              | Клімат поселення | Клімат поселення | Клімат поселення | Клімат поселення | Клімат поселення | Клімат поселення | Клімат поселення | Клімат поселення | Клімат поселення | Клімат поселення | Клімат поселення | Клімат поселення | Клімат поселення |
| Показник                                      | Січ.             | Лют.             | Бер.             | Квіт.            | Трав.            | Черв.            | Лип.             | Серп.            | Вер.             | Жовт.            | Лист.            | Груд.            |                  |
| Середній максимум, °C                         | 5,66             | 7,94             | 12,59            | 17,18            | 22,24            | 25,40            | 25,28            | 24,88            | 20,90            | 15,46            | 9,50             | 5,50             |                  |
| Середня температура, °C                       | −0,2             | 2,06             | 6,70             | 11,30            | 16,36            | 19,49            | 21,18            | 20,77            | 16,80            | 11,35            | 5,40             | 1,40             |                  |
| Середній мінімум, °C                          | −6,12            | −3,84            | 0,80             | 5,39             | 10,49            | 13,61            | 17,07            | 16,68            | 12,70            | 7,20             | 1,30             | −2,7             |                  |
| Норма опадів, мм                              | 44               | 40               | 42               | 52               | 63               | 87               | 65               | 62               | 52               | 59               | 66               | 53               |                  |
| Середньомісячна швидкість вітру, м/с          | 2.20             | 2.44             | 2.71             | 2.60             | 2.31             | 2.17             | 2.10             | 1.92             | 1.90             | 2.01             | 2.18             | 2.24             |                  |
| Середньомісячна сонячна радіація, кДж/м²·день | 4268             | 6904             | 10922            | 15443            | 19342            | 21409            | 22203            | 20370            | 14929            | 9400             | 4824             | 3572             |                  |
| --------------------------------------------- | ---------------- | ---------------- | ---------------- | ---------------- | ---------------- | ---------------- | ---------------- | ---------------- | ---------------- | ---------------- | ---------------- | ---------------- | ---------------- |
| Джерело:                                      |                  |                  |                  |                  |                  |                  |                  |                  |                  |                  |                  |                  |                  |